# Club Sportivo Colón
El Club Sportivo Colón es una institución deportiva de Uruguay, perteneciente a Tomas Gomensoro en el norteño departamento de Artigas. Fue fundado el 12 de octubre de 1923 por colonos italianos encabezados por el Sr. Carlo Lupano Palestri, en el paraje 4 Casillas de la Colonia Estrella

## Breve reseña historia
El 23 de octubre de 1923 colonos italianos encabezados por Don Carlo Lupano Palestri y su hija Josefa Lupano Pasarini fundan en el paraje Colonia Estrella, perteneciente años más tarde a Tomas Gomensoro, en el departamento de Artigas, el Club Sportivo Colón. 
En primera instancia, por obvias razones se decidió adoptar los colores de la selección azzurra pero luego se decantaron por un más neutral blanco quedando la primera como una de las posibles alternativas. Sin embargo en los primeros años también se usó un modelo blanco y negro a bastones que se volvió a repetir en la década de los 90s.
Con el pasar de los años la institución cuya motivación inicial era la práctica deportiva se fue transformando también en una institución social referente en la zona contribuyendo y apuntalando el desarrollo de la comunidad. 
En los primeros años de vida junto a Gomensoro Futbol Club y Club Uruguay eran las únicas instituciones deportivas de la localidad. Luego que estas dos instituciones desaparecieran se disputaban partidos amistosos con pares de localidades vecinas, como era el Santa Rosa de Bella Unión, el 7 de Septiembre de Barra do Quaraí (RS) entre otros, incluso con combinados de Artigas o como invitado en diferentes campeonatos de la zona, adquiriendo un gran prestigio deportivo e instituciónal. 
Luego de creada la Liga de T. Gomensoro en 1968 el equipo de los colonos siguió a paso firme imponiendo su poderío a nivel local y departamental.
En 1987 alcanza el título departamental tras vencer en las finales al poderoso Wanderers de la capital departamental. 
En 1999 se queda con el campeonato de la zona interior del departamento tras derrotar en las finales al Central de Baltasar Brum. 
Luego de varias años de deterioro institucional en 2007 el club nuevamente se pone de pie de la mano de su nuevo presidente Carmelo Flores, quien otrora fuera figura deportiva del club.

## Presidentes
La lista de presidentes es encabezada por el fundador del club, Carlo Lupano y su legado fue continuado por los siguientes hombres:
F.Balbela, J.Sena, I.Benega, E.Conti, Angela Tonna, P.H.Conti, I.Sarasúa, P.Aguerre, P.Florines, P.Mello, Enrique Lupano, N.Pinato, M.Vezoli, A.Beninca, A.Farias, E.Carvalho, B.De Castilla, L.Borges, Omar Sena, Jorge Bastos, Nelson Tonna, Susana Banega, Carmelo Flores.
En una mención aparte ocupa la figura de Leonardo Silva "Tito".
Una institución dentro de la institución. Brindado de cuerpo y alma por el amor al club. Fue jugador, delegado, secretario, equipier y pilar fundamental en las presidencias de su amigo Omar Sena (Lulu) 
Al hablar de Colón era inevitable asociarlo con la imagen de Don Tito. El club nunca sería el mismo luego de su desaparición física pero siempre estará en la memoria de los socios e hinchas.

## Marcha
Desde Italia llegaron,                                   
Todos unidos como hermanos, 
y con criollos crearon, 
Esta gran Institución. 
Colón colón, colón colón
Este pesado legado, 
Con gran orgullo cargamos, 
y como siempre sabremos, 
Con hidalguía llevar, 
Colón colón, colón colón
Con nuestro muchachos formados, 
Todos unidos marchamos, 
y desde el norte le daremos, 
Un grito del corazón, 
Dale colón,
Dale colón, 
Colon Colón,
Colon Colón
Colón Colón 
Colon Colón,
Siempre serás el gran campeón. 

(Entonación marcha peronista)

## Símbolos
La bandera del club fue creada en 1926 y está constituida de la siguiente manera: sobre fondo blanco una franja diagonal negra, trazada de izquierda a derecha y de abajo hacia arriba, en la que se inscribe en color blanco, las iniciales C.S.C.
El escudo está formado por igual disposición de la franja e iniciales pero con los colores invertidos.

## Uniforme
- Clásico: Camiseta blanca, pantalón negro, medias blancas.
- Aternativo: Camiseta negra, pantalón negro, medias negras.
- Tercer uniforme: Camiseta azul, pantalón blanco, medias azules.

En algunas temporadas se ha utilizado camiseta a bastones negros y blancos

## Cancha
En 1938 la compañía ferroviaria británica North Western Uruguay Railway  le otorga al club en comodato por 100 años el predio para la práctica de football. Aunque el club ya hacía muchos años usaba el predio con esta formalidad administrativa Colón y el ferrocarril se unen para siempre, naciendo así el apodo "la máquina blanca" o solamente "la máquina" En clara relación con el poderío del club y las locomotoras a vapor. 
En 1949 todo el patrimonio de dicha compañía pasaría a manos del Ferrocarril Central como parte del pago de la deuda contraída por Gran Bretaña con el Estado uruguayo durante la Segunda Guerra Mundial y luego en 1952 a la Administración de Ferrocarriles del Estado, AFE.
El predio otorgado había sido utilizado como "piquete" donde además se encontraba una noria movida por un caballo que accionaba un molino donde las mujeres italianas molían el trigo para hacer las pastas y pan para sus familias. 
Por esta razón la cancha se conoció como el campo de la noria y más tarde como "la noria".

## Sede social
Ubicada en Manuel González (antiguamente Enrique Webb) y Anzina

## Leyendas
- Santiago Lupano (El máquina)
- Carlos Lupano (El alemán)
- Bibiano Zapirain
- Eduardo Martiarena (El nego)
- Juan Pereira
- Belmonte (Mechente)
- David Couto
- Nery Pinato (El artillero)
- Ruben Latorre
- Edgardo Alvez (El tanque)
- Carmelo Flores (El Bajito asesino)

Equipo Campeón departamental 1987
- Máximo crack que dio el club al fútbol mundial: Bibiano Zapirain

https://es.m.wikipedia.org/wiki/Bibiano_Zapirain

## Baby fútbol
En 2022 Club Colón ah adquirido la dirección del Club Maracaná y en 2023 será relanzado como semillero del club.